# DeVita (cantante)
Cho Yoon-kyung (en hangul, 조윤경; Corea del Sur, 20 de abril de 1998), conocida artísticamente como DeVita y anteriormente como Chloe DeVita, es una cantante, compositora y productora musical coreana estadounidense, perteneciente al sello AOMG, propiedad del rapero estadounidense Jay Park. Debutó el 9 de abril de 2020 con el miniálbum CRÈME.

## Trayectoria
Cho Yoon-kyung nació el 20 de abril de 1998 en Corea del Sur. Después de emigrar a los Estados Unidos en 2009, pasó su adolescencia en Chicago.
El año 2012 participó en el programa surcoreano K-pop Star del canal SBS con solo 16 años, recibiendo elogios por su desempeño. Dos años después participó en Kollaboration Chicago, un programa de talentos, quedando en segunda posición. Sin embargo, fue descubierta gracias a su cuenta de SoundCloud donde llamó la atención de varios artistas, siendo contratada el año 2018 por el sello 8BallTown y consiguiendo varias colaboraciones con importantes artistas antes de su debut, donde destacan Woo Won-jae, Jay Park y el rapero Ugly Duck.
El año 2020, el sello discográfico surcoreano especializado en hip hop y R&B, AOMG, anunció la incorporación oficial de DeVita a su listado de artistas. Su desvinculación como artista de 8BallTown no interfirió con las buenas relaciones que mantenía con dicha agencia, colaborando activamente con ellos. Ese año debutó como solista con su primer EP titulado CRÈME, título que hace referencia a la frase «crème de la crème», que significa «lo mejor de lo mejor» en francés. El disco consta de cinco pistas, que exploran su crecimiento como artista en los últimos tres años y demuestran su habilidad versátil como cantante, escritora y productora.

## Estilo musical e influencias
El origen de su nombre artístico surgió de Salvatore di Vita, personaje de la película Cinema Paradiso (1988), y Evita Perón, ex primera dama de Argentina, quienes representan su «deseo de inspirar e influir en la vida de quienes escuchan su música».
DeVita «intenta mezclar diferentes géneros musicales de una manera desconocida, yendo y viniendo inteligentemente entre el R&B, el hip hop, el jazz y el synth pop». Citó a Damon Albarn, Kanye West y Frank Ocean como músicos que la influyeron mucho para convertirse en artista.

## Discografía

### EPs
- 2020: CRÈME
- 2022: American Gothic
- 2023: Naughty

### Sencillos
| Año  | Título                                                              | Álbum                       |
| ---- | ------------------------------------------------------------------- | --------------------------- |
| 2018 | «Sugar (Puff Daehee Mix)» (con WEKEYZ y Ugly Duck)                  | s/a                         |
| 2019 | «Sunny's Interlude»                                                 | Slow Step                   |
| 2020 | «Movin'» (con Puff Daehee)                                          | s/a                         |
| 2020 | «EVITA!»                                                            | CRÈME                       |
| 2020 | «All About You»                                                     | CRÈME                       |
| 2021 | «B.O.T.B.» (con Gaeko, Changmo, Don Mills, Los, SOLE, SINCE y Be'O) | B.O.T.B. (Best of the Best) |
| 2022 | «Eat Your Heart Out, Buddy Kane!»                                   | American Gothic             |
| 2022 | «Bonnie & Clyde»                                                    | American Gothic             |
| 2023 | «Ride For Me» (ft. Dawn)                                            | Naughty                     |
| 2023 | «Naughty»                                                           | Naughty                     |

### Colaboraciones
| Año  | Título                              | Artista          | Álbum                  |
| ---- | ----------------------------------- | ---------------- | ---------------------- |
| 2018 | «Why»                               | Red House        | Closet                 |
| 2018 | «Noise» (con JUSTHIS)               | Woo Won-jae      | af                     |
| 2019 | «For Ourselves»                     | Jay Park         | The Road Less Traveled |
| 2019 | «Pretend» (con Jung Jin Hyeong)     | GLAM GOULD       | Love Noise             |
| 2019 | «Do What I Like»                    | Jay Park & Kirin | Baddest Nice Guys      |
| 2019 | «MIB»                               | Ugly Duck        | Men In Black           |
| 2019 | «Money Talks»                       | Ugly Duck        | Men In Black           |
| 2020 | «Let U In» (con Colde)              | Code Kunst       | People                 |
| 2020 | «Somewhere» (con Gray, Hoody y ELO) | GooseBumps       | Somewhere              |
| 2020 | «Heartbreak Hotel»                  | Geeks            | s/a                    |
| 2020 | «추락» (The Fall)                   | Nucksal          | 1Q87                   |
| 2020 | «Mianhae»                           | Kirin            | The Town               |
| 2020 | «Stay the Night»                    | Gray             | s/a                    |
| 2021 | «I Want U Around»                   | Kim Yu-gyeom     | Point Of View: U       |
| 2021 | «Rise»                              | Gray             | grayground.            |
| 2021 | «Movies Remix» (con Kirin)          | Bronze           | Millennium             |
| 2021 | «칭칭칭» (Chingchingching)          | Don Malik        | Paid In Seoul          |
| 2022 | «BTBT» (con Soulja Boy)             | B.I              | Love Or Loved, Pt.1    |
| 2023 | «Happening» (con THAMA)             | Cosmic Boy       | Can I Not?             |
| 2023 | «little bit»                        | Code Kunst       | Remember Archive       |
| 2023 | «Like California»                   | Gen Neo          | s/a                    |

## Premios y nominaciones
| Año  | Premios                     | Categoría             | Nominado | Resultado | Ref.   |
| ---- | --------------------------- | --------------------- | -------- | --------- | ------ |
| 2021 | Korean Popular Music Awards | Novato del año        | DeVita   | Nominado  | [ 10 ] |
| 2021 | Korean Popular Music Awards | Mejor canción R&B     | «EVITA!» | Nominado  | [ 11 ] |
| 2021 | Korea Hip Hop Awards        | Artista nuevo del año | DeVita   | Nominado  | [ 12 ] |
| 2021 | Korea Hip Hop Awards        | Álbum R&B del año     | CRÈME    | Nominado  | [ 12 ] |
| 2021 | Korea Hip Hop Awards        | Track R&B del año     | «EVITA!» | Nominado  | [ 12 ] |